# Changement climatique au Ghana
Le réchauffement climatique au Ghana se manifeste par des impacts sur les écosystèmes et les habitants de plusieurs manières, car le pays se trouve à l'intersection de trois zones hydro-climatiques. Les changements dans les précipitations, les conditions météorologiques et l'élévation du niveau de la mer affecteront la salinité des eaux côtières. Cela devrait affecter négativement à la fois l'agriculture et la pêche. L'économie nationale risque de souffrir des impacts du changement climatique en raison de sa dépendance vis-à-vis des secteurs sensibles au climat tels que l'agriculture, l'énergie et la foresterie. De plus, l'accès à l'eau douce devrait devenir plus difficile et la réduction de l'approvisionnement en eau aura un impact négatif sur l'hydroélectricité, qui fournit 54 % de la capacité électrique du pays. De plus, le Ghana verra probablement plus de cas de paludisme et de choléra, car les deux sont touchés par les changements des conditions de l'eau.
En 2015, le gouvernement a produit un document intitulé « Contribution prévue déterminée au niveau national du Ghana ». À la suite de cela, le Ghana a signé l'accord de Paris sur le climat en 2016.

## Les émissions de gaz à effet de serre
Le champ pétrolier offshore Jubilee est entré en production en 2010, suscitant des attentes de création de richesse au Ghana. Cependant, l'infrastructure nécessaire pour soutenir l'industrie pétrolière du Ghana (stockage, expédition, traitement) a nécessité la pratique du torchage. "Le torchage à long terme du gaz sur le champ Jubilee pourrait être inévitable" sans un développement accéléré des infrastructures et produirait environ 1,5 million de tonnes de CO2 par an (7% des émissions nationales totales du Ghana).

## Impacts sur le milieu naturel

### Changements de température et de temps
Les régions plus sèches du nord se sont réchauffées à un rythme plus rapide que le sud du Ghana. Dans l'ensemble, le Ghana a connu une température de 1,0 °C. augmentation de la température depuis 1960. Le nord du Ghana n'a qu'une seule saison des pluies, tandis que le sud du Ghana en a deux et les précipitations annuelles sont très variables. Les tendances à long terme des précipitations sont difficiles à prévoir. Cependant, le service forestier de l'USDA a conclu en 2011 qu'il n'y avait "aucune preuve que les événements de pluie extrêmes aient augmenté ou diminué depuis 1960".
Cependant, lorsque l'on compare la carte de classification climatique de Köppen-Geiger pour 1980-2016 et la carte projetée pour 2071-2100, on prédit un changement de classification de "tropical, savane" à "aride, steppe, chaud" dans certaines zones côtières".

### Le niveau de la mer monte
Les données disponibles montrent également une élévation du niveau de la mer de 2,1 mm par an au cours des 30 dernières années, indiquant une augmentation de 5,8 cm, 16,5 cm et 34,5 cm d'ici 2020, 2050 et 2080,.

### Ressources en eau
Les diminutions attendues de l'eau dans les principaux bassins fluviaux fournissant de l'eau douce au pays, la Volta, la Bia et la Tano, pourraient accroître les difficultés d'accès à l'eau potable. Le volume d'eau dans le bassin de la Volta devrait avoir une réduction de 24 % et 45 % en 2050 et 2100 respectivement. La réduction continue des précipitations et l'augmentation du taux d'évaporation ont le potentiel de provoquer des tensions politiques dans la région alors que le Burkina Faso prévoit de puiser de l'eau dans le bassin de la Volta.

## Impacts sur les personnes

### Impacts économiques

#### Agriculture
Quarante-cinq pour cent de la main-d'œuvre au Ghana dépend de l'agriculture pluviale des petits exploitants. Les perturbations dues à des précipitations irrégulières et à d'autres phénomènes météorologiques extrêmes auront un impact négatif sur le bien-être économique des populations. De plus, les cultures de base telles que le manioc, le maïs et le cacao (la principale culture commerciale du Ghana) devraient voir leur production diminuer. Sur la base d'une observation climatique de référence sur 20 ans, il est prévu que les rendements du maïs et d'autres cultures céréalières diminueront de 7 % d'ici 2050.

#### Pêche
Les fruits de mer représentent 40 à 60 % de l'apport en protéines au Ghana. On s'attend à ce que les espèces clés pour l'économie aient des cycles de reproduction moins bons. La réduction de la production halieutique a stimulé l'importation de plus de 200 millions de dollars par an de fruits de mer.

#### Hydroélectricité
Étant donné que 54 % de la capacité de production nationale est de l'hydroélectricité, des précipitations imprévisibles sont susceptibles d'ajouter de l'incertitude à un réseau électrique qui connaît déjà des pannes fréquentes (appelées dumsor ). Certaines estimations suggèrent que la capacité pourrait chuter jusqu'à 50 % pour le bassin de la Volta. Le Ghana a connu une réduction du PIB entre 2012 et 2015 en réponse partielle à un approvisionnement énergétique insuffisant.

### Impacts sur la santé
Une augmentation des maladies d'origine hydrique telles que le choléra et les maladies transmises par les moustiques comme le paludisme sont prévues.

## Atténuation et adaptation
Le Ghana a signé l'Accord de Paris le 22 avril 2016 et l'a ratifié le 21 septembre 2016. La première stratégie nationale d'adaptation au changement climatique au Ghana a été élaborée pour être mise en œuvre entre 2010 et 2020. L'adaptation vise à réduire les risques posés par les conséquences du changement climatique. Des mesures d'adaptation peuvent être planifiées à l'avance ou mises en place spontanément en réponse à une pression locale telle que le reboisement, la rotation des terres, la construction de structures résilientes au climat, d'infrastructures alimentées par l'énergie solaire, etc. Le ministère de l'Environnement, de la Science, de la Technologie et de l'Innovation a publié un cadre politique en 2013. En 2015, le Ghana a élaboré un cadre intitulé « Contribution prévue déterminée au niveau national du Ghana » pour définir un plan visant à réduire les émissions de carbone et à améliorer l'éternité de l'utilisation des terres, des transports et d'autres secteurs économiques et sociétaux.